# بريت كيني
بريت كيني (بالإنجليزية: Brett Kenny)‏ هو لاعب دوري الرغبي أسترالي، ولد في 16 مارس 1961 في Gerringong, New South Wales ‏ في أستراليا.